# Serbosoma crucis
Serbosoma crucis är en mångfotingart som först beskrevs av Pius Strasser 1960.  Serbosoma crucis ingår i släktet Serbosoma och familjen Anthroleucosomatidae. Inga underarter finns listade i Catalogue of Life.